# Smerinthinae

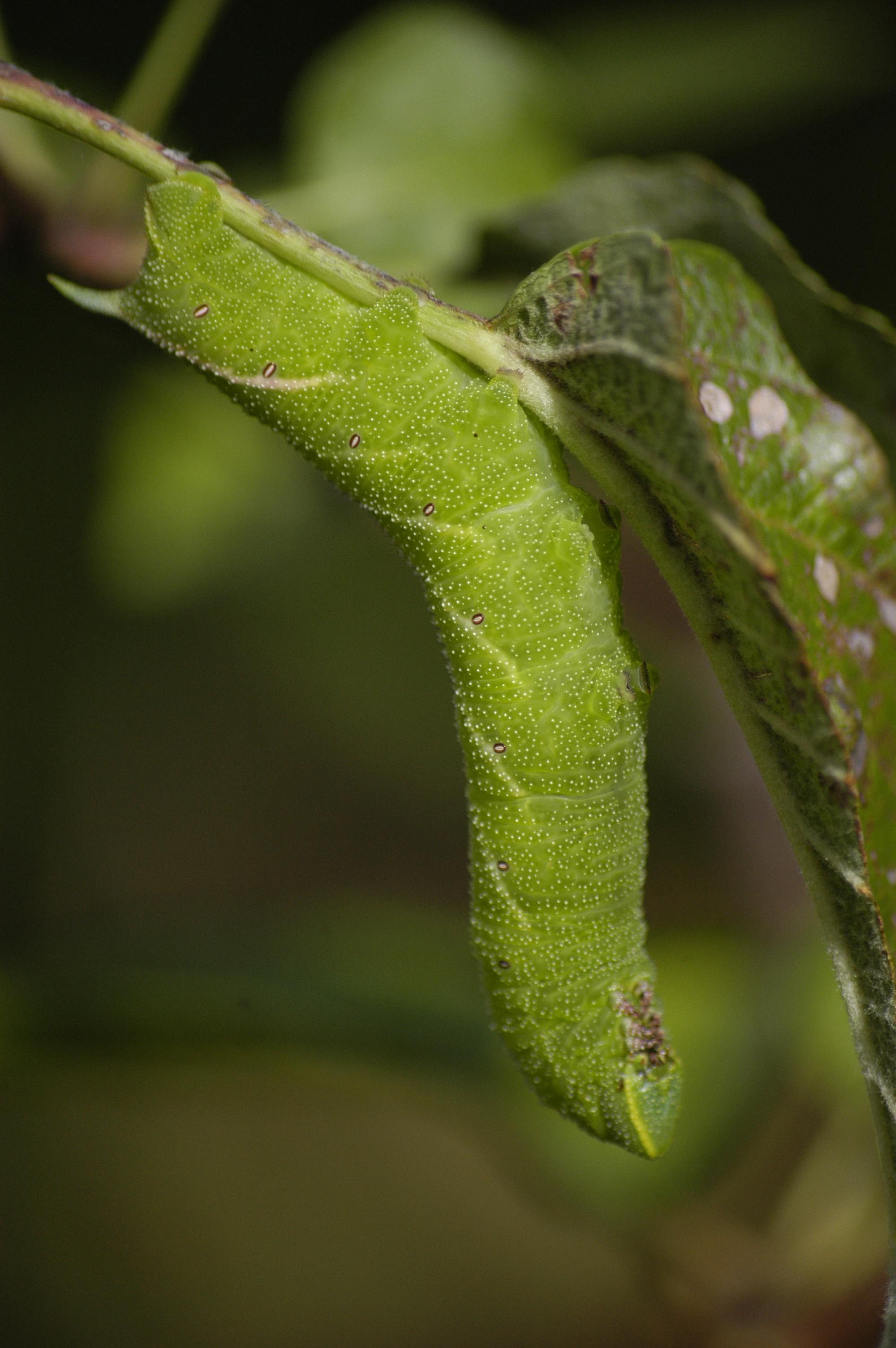
Raupe des Abendpfauenauges (Smerinthus ocellatus)

Die Smerinthinae sind eine Unterfamilie der Schwärmer (Sphingidae). Sie kommen weltweit mit über 200 Arten vor, neun sind aus Europa bekannt, von denen vier in Mitteleuropa heimisch sind. Zu den wichtigsten Gattungen zählen Protambulyx, Adhemarius, Ambulyx, Clanis, Polyptychus, Phylloxiphia, Marumba und Smerinthus. Ihr Hauptverbreitungsgebiet ist die Orientalis und Äthiopis, einige Arten sind aber auch holarktisch verbreitet. 

## Merkmale
Der Saugrüssel der Imagines ist bei vielen Arten zurückgebildet. Der Außenrand der Vorderflügel ist häufig gewellt oder unregelmäßig, bei manchen Gattungen, wie etwa bei Leucophlebia und Xenosphingia ist er hingegen gleichmäßig gekrümmt. Bei vielen Arten sind die Fühler gekämmt. In Ruhestellung werden die Vorderflügel nicht auf den Hinterleib gelegt, sondern vom Körper abgewinkelt. Die meisten Arten der Gattung Sataspes imitieren in ihrem Aussehen Holzbienen (Mimikry). Oft tragen die Hinterflügel Augenflecken. 
Abgesehen vom letzten Raupenstadium einiger Gattungen haben die Raupen ab dem zweiten Stadium eine kegelförmige oder dreieckige Kopfkapsel. Der Körper trägt an den Seiten in der Regel Querstreifen, bei manchen Arten verlaufen entlang des Körpers Längsstreifen. 
Der Saugrüssel ist bei der Puppe komplett mit dem Körper verwachsen. 

## Lebensweise
Die Raupen ernähren sich von den Blättern einer Vielzahl verschiedener Pflanzenfamilien, unter anderem von Sumachgewächsen (Anacardiaceae), Wollbaumgewächsen (Bombacaceae), Hülsenfrüchtlern (Fabaceae), Buchengewächsen (Fagaceae), Lorbeergewächsen (Lauraceae), Malvengewächsen (Malvaceae), Maulbeergewächsen (Moraceae), Weidengewächsen (Salicaceae) und Lindengewächsen (Tiliaceae).

## Systematik
Im Folgenden werden die 78 derzeit der Unterfamilie zugeordneten Gattungen nach Kitching/Cadiou (2000) und sämtliche in Europa auftretenden, sowie ausgewählte weitere Arten gelistet. Die in Europa auftretenden Arten sind mit „E“ gekennzeichnet, die, die auch in Mitteleuropa vorkommen sind jeweils mit dem Länderkürzel (A, CH, D) versehen.

### Tribus Smerinthini
- Langia Moore, 1872
- Laothoe Fabricius, 1807
  - Laothoe amurensis (Staudinger, 1879) E
  - Pappelschwärmer (Laothoe populi) (Linnaeus, 1758) A, CH, D
- Pachysphinx Rothschild & Jordan, 1903
- Smerinthus Latreille, [1802]
  - Smerinthus caecus Ménétriés, 1857 E
  - Smerinthus kindermannii Lederer, 1857 E
  - Abendpfauenauge (Smerinthus ocellatus) (Linnaeus, 1758) A, CH, D
- Paonias Hübner, [1819]
- Poliodes Rothschild & Jordan, 1903
- Xenosphingia Jordan, 1920
- Ceridia Rothschild & Jordan, 1903
- Craspedortha Mell, 1922
- Parum Rothschild & Jordan, 1903
- Anambulyx Rothschild & Jordan, 1903
- Marumba Moore, [1882]
  - Eichenschwärmer (Marumba quercus) (Denis & Schiffermüller, 1775) A, CH
- Daphnusa Walker, 1856
- Gynoeryx Carcasson, 1968
- Likoma Rothschild & Jordan, 1903
- Phyllosphingia Swinhoe, 1897
- Amorpha Hübner, [1809]
- Mimas Hübner, [1819]
  - Lindenschwärmer (Mimas tiliae) (Linnaeus, 1758) A, CH, D
- Morwennius Cassidy, Allen & Harman, 2002
- Lophostethus Butler, 1876
  - Lophostethus dumolinii (Angas, [1849])
- Andriasa Walker, 1856
- Microclanis Carcasson, 1968
- Falcatula Carcasson, 1968
- Chloroclanis Carcasson, 1968
- Platysphinx Rothschild & Jordan, 1903
  - Platysphinx piabilis (Angas, 1849)
- Neoclanis Carcasson, 1968
- Afrosphinx Carcasson, 1968
- Viriclanis Aarvik, 1999
- Rufoclanis Carcasson, 1968
- Coequosa Walker, 1856
- Rhodambulyx Mell, 1939
- Rhodoprasina Rothschild & Jordan, 1903
- Cypoides Matsumura, 1921
- Cypa Walker, [1865]
- Smerinthulus Huwe, 1895
- Degmaptera Hampson, 1896
- Grillotus Rougeot, 1973
- Opistoclanis Jordan, 1929
- Agnosia Rothschild & Jordan, 1903
- Callambulyx Rothschild & Jordan, 1903
- Sataspes Moore, [1858]
- Afrosataspes Basquin & Cadiou, 1986
- Pseudopolyptychus Carcasson, 1968
- Afroclanis Carcasson, 1968
- Malgassoclanis Carcasson, 1968
- Pseudandriasa Carcasson, 1968
- Rhadinopasa Karsch, 1891
- Leucophlebia Westwood, 1847
- Leptoclanis Rothschild & Jordan, 1903
- Phylloxiphia Rothschild & Jordan, 1903
- Clanis Hübner, [1819]
- Clanidopsis Rothschild & Jordan, 1903
- Acanthosphinx Aurivillius, 1891
- Neopolyptychus Carcasson, 1968
- Pseudoclanis Rothschild, 1894
  - Pseudoclanis postica (Walker, 1856)
- Polyptychoides Carcasson, 1968
- Polyptychus Hübner, [1819]
- Polyptychopsis Carcasson, 1968
- Lycosphingia Rothschild & Jordan, 1903
- Avinoffia Clark, 1929

### Tribus Sphingulini
- Synoecha Rothschild & Jordan, 1903
- Coenotes Rothschild & Jordan, 1903
- Hopliocnema Rothschild & Jordan, 1903
- Tetrachroa Rothschild & Jordan, 1903
- Pentateucha Swinhoe, 1908
- Kentrochrysalis Staudinger, 1887
- Dolbina Staudinger, 1877
  - Dolbina elegans A. Bang-Haas, 1912 E
- Sphingulus Staudinger, 1887
- Monarda Druce, 1896

### Tribus Ambulycini
- Ambulyx Westwood, 1847
- Barbourion Clark, 1934
- Amplypterus Hübner, [1819]
- Compsulyx Holloway, 1979
- Akbesia Rothschild & Jordan, 1903
- Batocnema Rothschild & Jordan, 1903
- Protambulyx Rothschild & Jordan, 1903
- Orecta Rothschild & Jordan, 1903
- Adhemarius Oitiaca, 1939
- Trogolegnum Rothschild & Jordan, 1903

## Belege